# Västlig tofspärlhöna
Västlig tofspärlhöna (Guttera verreauxi) är en fågel i familjen pärlhöns inom ordningen hönsfåglar.

## Utbredning och systematik
Västlig tofspärlhöna delas in i fyra underarter med följande utbredning:
- G. v. verreauxi – dels från Guinea Bissau österut till sydvästra Nigeria, dels från östra Republiken Kongo och sydvästra Centralafrikanska republiken österut genom Demokratiska republiken Kongo till västra Kenya och västra Tanzania, och söderut till västra Angola
- G. v. sclateri – sydöstra Nigeria och sydvästra Kamerun
- G. v. schoutedeni – mellersta Kongobäckenet österut till sydöstra Demokratiska republiken Kongo och söderut till nordöstra Angola
- G. v. kathleenae – östra Angola och södra Demokratiska republiken Kongo till nordvästra Zambia

Fågeln kategoriserades tidigare som en del av tofspärlhöna (Guttera pucherani), numera östlig tofspärlhöna. Den urskiljs sedan 2014 som egen art av Birdlife International och IUCN, sedan 2022 även av tongivande eBird/Clements och 2023 av International Ornithological Congress (IOC).

## Status
IUCN kategoriserar arten som livskraftig.

## Namn
Fågelns vetenskapliga artnamn hedrar Jules Pierre Verreaux (1807-1873), samlare och handlare med specimen.